# Janet Nosworthy
Janet Nosworthy is een Jamaicaans jurist. In eigen land werkte ze als advocaat, aanklager en universitair docent. Van 2005 tot 2009 was ze rechter van het Joegoslaviëtribunaal en sinds 2011 is ze dat van het Libanontribunaal.

## Levensloop
Nosworthy studeerde rechten en werd vervolgens in 1972 opgenomen in de advocatenkamer van Gray's Inn. Vervolgens werkte ze tot 1978 als aanklager in Jamaica en was ze verder van 1974 tot 1978 en van 1981 tot 2005 strafadvocaat. Tussendoor was ze van 1978 tot 1981 advocaat voor de kroon aan het Hooggerechtshof en het Hof van Beroep van Antigua.
In de periode van 1974 tot 1978 was ze verder universitair docent in de rechten aan de Technische Universiteit van Kingston. Ook leidde ze jonge advocaten op en was ze actief in de balie van Jamaica. Verder adviseerde ze op het gebied van internationaal strafrecht voor de Caricom.
Van 2005 tot 2009 was ze rechter ad litem voor het Joegoslaviëtribunaal in Den Haag. Hier trad ze aan in de rechtszaken tegen Milan Martić, Milan Milutinović en Ivica Rajić. In 2011 werd ze gekozen tot ad hoc-rechter van de strafkamer van het Libanontribunaal in Leidschendam.